# Решидабад (Тегеран)
Решидабад (перс. رشيداباد‎) — село на севере Ирана, в остане Тегеран. Входит в состав шахрестана Тегеран. Является частью дехестана (сельского округа) Афтаб бахша Афтаб.

## География
Село находится в центральной части остана, к востоку от автодороги , на расстоянии приблизительно 6 километров (по прямой) к югу от города Тегеран, административного центра шахрестана. Абсолютная высота — 1036 метров над уровнем моря.

## Население
По данным переписи 2006 года население села составляло 60 человек (27 мужчин и 33 женщины). В Решидабаде насчитывалось 14 домохозяйств. Уровень грамотности населения составлял 45 %. Уровень грамотности среди мужчин составлял 63 %, среди женщин — 30,3 %.
В 2016 году в селе имелось 6 домохозяйств и проживало 20 человек (10 мужчин и 10 женщин).